# Dorożów (przystanek kolejowy)
Dorożów (ukr. Дорожів, ros. Дорожев) – przystanek kolejowy w miejscowości Górny Dorożów (hist. Dorożów), w rejonie drohobyckim, w obwodzie lwowskim, na Ukrainie.
Przystanek istniał przed II wojną światową.